# Claude d'Orléans-Longueville
Claude d'Orléans-Longueville, né vers 1507 et mort le 9 novembre 1524, duc de Longueville, souverain de Neuchâtel, est un grand seigneur français.

## Biographie
Claude d'Orléans-Longueville, né vers 1507, est le fils aîné de Louis Ier d'Orléans, duc de Longueville, comte de Neuchâtel, marquis de Rothelin, comte de Dunois, de Tancarville, de Montgommery, , etc. et de Jeanne de Hochberg, fille de Philippe de Bade-Hochberg-Sausenberg, comte de Neuchâtel,.
Claude d'Orléans-Longueville succède à son père en 1516, à la mort de celui-ci. Il est ainsi duc de Longueville, comte souverain de Neuchâtel, comte de Dunois et de Tancarville,, prince de Châtellaillon, seigneur de Parthenay, de Vouvant, de Mervent et de Montreuil-Bellay, pair de France.
Le 16 novembre 1519, par lettres délivrées à Blois, le roi de France François Ier donne à Claude d'Orléans-Longueville la charge de grand chambellan de France,.
En 1521, il est fait capitaine de soixante lances,. En 1524, il est lieutenant général pour la conduite des troupes que François Ier envoie en Italie. Il est tué d'un coup de mousquet le 9 novembre 1524, lors du siège de Pavie,,.
Destiné en 1513 à épouser sa cousine germaine Renée d'Orléans (1508-1515),, fille de François II d'Orléans-Longueville,, Claude d'Orléans-Longueville meurt à 17 ans sans alliance. Il a un fils naturel, Claude, bâtard de Longueville,. 
Le 30 décembre 1524, Claude d'Orléans-Longueville est inhumé dans la chapelle familiale de la basilique Notre-Dame de Cléry. Son frère Louis II d'Orléans-Longueville lui succède dans ses seigneuries et dans la charge de grand chambellan de France.